# The Wanted
The Wanted és un grup anglès i irlandès originat a Londres, Anglaterra. Aquest grup està compost per cinc membres: Max George, Siva Kaneswaran, Jay McGuiness, Tom Parker i Nathan Sykes. El single amb què va debutar aquest grup va ser "All Time Low". Aquest va ser publicat el juliol de 2010. Durant una setmana, aquesta cançó es va posicionar en tot el Regne Unit com a número 1 Temps després -el 25 d'octubre de 2010- publicaren el seu primer disc titulat The Wanted i que va ocupar la quarta posició durant un temps limitat en el Regne Unit. El primer single del segon disc, "Gold Forever" va ser publicat amb ajuda de "Comic Relief" i va aconseguir la tercera posició en la llista de singles del Regne Unit. El segon single del grup Glad your Came va ser un èxit, ja que va encapçalar la llista de singles en primera posició durant dues setmanes seguides, i a Irlanda el doble, va ser el número 1 durant quatre setmanes seguides. El segon àlbum del grup va sortir el 7 de novembre de 2011. Aquest grup va participar en la versió americana de Factor X.

## Història
The wanted es va formar en l'any 2009, a través d'una audició dirigida per Jayne Collins, la mateixa persona que va reunir a The Saturdays Aviat va començar a treballar en el seu primer single amb l'ajuda de productors com Guy Chambers, Taio Cruz i Steve Mac. El seu primer single va ser produït per Mac i es va anomenar "All Time Low". L'àlbum va ser co-escrit per Wayne Hector i Drewett Ed, a part, algunes cançons són escrites pels components del grup. Va sortir al mercat l'estiu del 2010 i va arribar al número 1 de la llista de singles del Regne Unit, romanent en el Top 40 durant 17 setmanes. El segon single del grup, "Heart Vacancy", va ser escrit com anteriorment altres singles per Wayne Hector, i publicat el 17 d'octubre del 2010. Va ser el número 2 al Regne Unit. El tercer senzill o single del grup va ser "Lose My Mind" va aparèixer a The X Factor i va ser el número 19 al Regne Unit.
el grup va anunciar una gira anomenada Behind Mars com a promoció del seu primer àlbum, programant actuar en més de 16 teatres en el mesos de Març i Abril.el grup va confirmar que seguiria amb el contracte amb American Label Def Jam. El juny del 2010, All Time Now va ser publicat com a primer single als EUA. Poc temps després entrà als Estats Units Hot Dance Club Songs i es va posicionar al número 19 el grup va començar a treballar en el seu segon single d'estudi el gener de 2011. Una altra vegada van treballar en companyia de Steve Mac and Wayne Hector, i el seu primer single del album, Gold Forever va ser publicat el 13 de març de 2011 a benefici de Comic Relief. Van aconseguir el número 3 en la llista de singles del Regne Unit. No obstant això, no va fins al llançament del seu segon single Glad You Came, que van aconseguir el seu segon número 1." Glad You Came" va encapçalar durant dues setmanes en la llista de single del Regne Unit i es va mantenir en el Top 10 durant 6 setmanes. El single va aconseguir el número 1 a Irlanda i es va mantenir allà durant 5 setmanes consecutives. La cançó també es publicà en altres països europeus i a Austràlia. El tercer single de l'àlbum, Lightning, va ser publicat el 16 d'octubre de 2011 i el quart single, Warzone està previst que aparegui el 8 de gener de 2012. El seu segon single d'estudi va ser Battleground que va ser publicat el 7 de novembre de 2011 Han recolzat a Britney Spears en el seu Femme Fatale Tour al Manchester Evening News Arena el 6 de novembre de 2011 i també a Justin Bieber a Brasil el 8 i 9 d'octubre del 2011.

## Membres

### Max George
Maximillian Alberto George, va néixer el 6 setembre 1988, es va criar amb la seva família a Manchester. Abans de dedicar-se a la música havia sigut jugador de futbol amb el Preston North End i va estar a punt de firmar un contracte dos anys amb aquest mateix club, mentre que ell havia estat a Manchester City des de molt jove.
Anteriorment va formar part del grup Avenue,format per Jonathan Lloyd, Scott Clarke, Ross Candy and Jamie Tinkler a més de George. Van entrar en el third series of The X Factor en 2006 i ho va fer a Louis Walsh's Bootcamp.Però els informes dels mitjans de comunicació va exposar que Avenue no havien complert les normes, després d'haver signat amb ‘'X factor. Se'ls prohibia la participació d'un professional. Avenue va admetre que no havien notificat degudament els seus compromisos i que el culpable no era ‘'X Factor. En el vídeo es mostra l'escena de la desqualificació. Andrew (Andy) Brown va unir-se com a membre de l'Avenue com a substitució de Jamie Tinkle, el grup va passar a tenir algun èxit més enllà de les seves aparences en X Factor, amb el seu single de debut "Last Goodbye", aconseguint el número 50 en la Llista d'èxits de singles de la Gran Bretanya. Avenue es va dissoldre l'abril del 2009. L'any 2008,mentre que en George encara formava part del grup, va aparèixer sense roba en la portada de la revista gai britànica AXM "Naked Issue" a favor de la investigació contra el càncer. En desembre de 2010 va començar una relació amb l'actriu Michelle Keegan. George va anunciar la seva relació a partir de la red social Twitter al juny. Actualment està solter.

### Nathan Sykes
Nathan James Sykes, va néixer el 18 abril 1993. Va créixer a Abbeydale, Gloucester en companya de la seva mare, que era mestre de música i la seva germana petita Jessica. Va començar a cantar i actuar a l'edat de 6 anys i va assistir a l'escola de teatre ‘'Petita Silvia a l'edat d'11 anys.
Ell va continuar com a cantant infantil i va guanyar diversos concursos com "El karaoke de Britney Spears" en l'any 2003. També va guanyar en el Festival de Cheltenham competitiva d'Art Dramàtic també el 2003. Va aparèixer en ITV en 2004, i va guanyar el Projecte Joventut "Concurs de talents sense descobrir de joves", celebrat a Derk en la realització de "Mack The Knife". and performed for the "Live and Unsigned".
Music Competition in Bristol in 2008. Sykes va representar a Regne Unit en Concurs d'Eurovisió Infantil en Lillehammer, Noruega. En el British qualifying finals ell va cantar "Born to Dance" va quedar en 3r posició després del guanyador Cory Spedding i subcampió Andrew Merry. Es va unir a The Wanted l'any 2009.

### Siva Kaneswaran
Siva Kaneswaran, va néixer el 16 novembre 1988. Va créixer a Irlanda amb el seu pare irlandès,amb la seva mare, el seu germà Kumar i sis germans més. Kaneswaran va aparèixer en diversos anuncis i va aconseguir un contracte amb Storm Model Management. Kaneswaran va participar en Rock Rivals,una sèrie que va ser televisada en 8 episodis entre el 5 de març i el 23 d'abril de 2008. Kaneswaran va fer el paper de Carson Coombs i el seu germà de Caleb Coombs. Els germans també van aparèixer breument en un episodi del tíoMax. L'episodi "Uncle Max Plays Tennis" transmès l'11 de juliol de 2008.

### Jay McGuiness
James "Jay" Noah McGuiness, va néixer el 24 de juliol del 1990 (31 anys). Va créixer en Newark-on-Trent, Nottinghamshire. Va assistir a l'Escola Catòlica de la Santíssima Trinitat a Newark. A l'edat de 13 anys, McGuiness va anar a l'Escola de Dansa Charlotte Hamilton. Té un germà bessó que es diu Tom.

### Tom Parker
Thomas "Tom" Anthony Parker, va néixer el 4 agost 1988. Va créixer a Tonge Moor, Bolton, Anglaterra. Parker va aprendre a tocar la guitarra a l'edat de setze anys. A continuació, va fer una audició per a Factor X, però no va aconseguir superar la primera ronda. Va anar a la Universitat Metropolitana de Manchester i va estudiar Geografia, però es va retirar a la recerca d'una carrera com a cantant professional. Parker es va unir a una banda tribut a Take That més coneguda com a TakeThat i allà va recórrer el nord d'Anglaterra, abans d'unir-se a The Wanted el 2009. El 12 d'octubre del 2020, va anunciar en una publicació d'Instagram que se li havia diagnosticat un tumor cerebral incurable. El 30 de març del 2022 va morir degut al mateix, als 33 anys.

## Discografia
- The Wanted (2010)
- Battleground (2011)
- Word of Mouth (2013)